# Řád Dannebrog

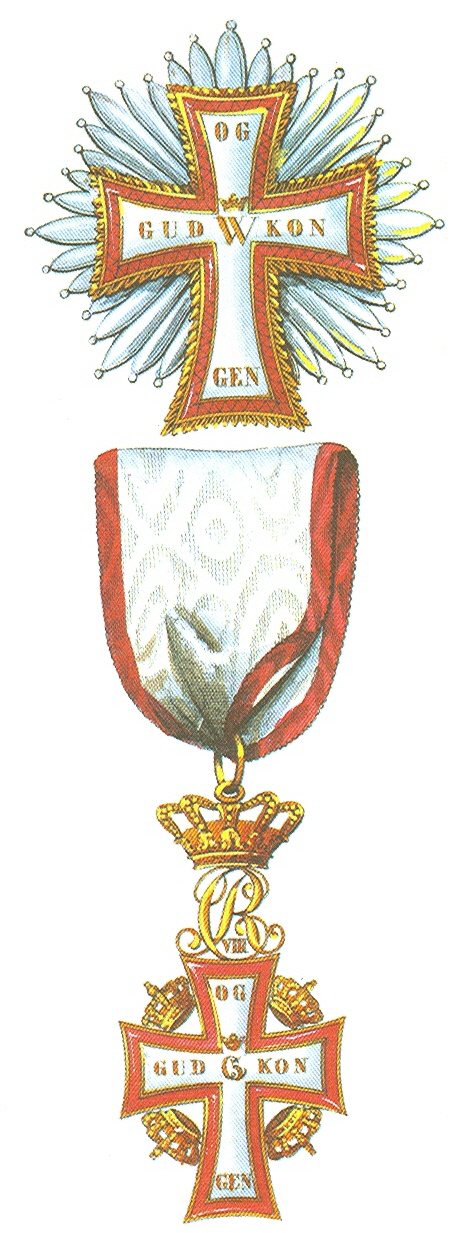
Hvězda a velkokříž (na stuze) řádu

Řád Dannebrog (vnitřní) spolu s Řádem slona na erbu krále Frederika IV.

Řád Dannebrog (Dannebrogordenen) je vysoké dánské státní vyznamenání, je to také jeden z nejstarších řádů. Podle tradice prý existoval už roku 1219, ve skutečnosti ho založil až v roce 1671 král Kristián V., v jediné třídě. Tehdy byl řád určen pouze pro královskou rodinu (počet je limitován na 7). V roce 1808 byl ale reformován a rozdělen do 4 tříd:
Jako Dannebrog je známa Dánská vlajka.
- Velkokomandér (Storkommendør) –
- První třída
  - Velkokříž (Storkorsridder) –
  - Komandér 1. stupně
- Druhá třída
  - Komandér (Kommendør)
  - Rytíř 1. stupně –
- Třetí třída
  - Rytíř (Ridder) –

Třída Velkokomandér je pouze pro velmistra a osoby královského původu, může v ní být pouze 7 členů. Významná změna stanov proběhla v roce 1958, kdy bylo umožněno ženám stávat se členkami řádu.